# Молитвы за Бобби
«Молитвы за Бобби» (англ. Prayers for Bobby) — американский телефильм 2009 года, впервые показанный по телеканалу «Lifetime» 24 января 2009 года. Основан на книге Лероя Ф. Ааронса «Молитвы за Бобби: Примирение матери с самоубийством её сына-гея», истории жизни Бобби Гриффита, молодого гомосексуала, покончившего с собой из-за материнской и религиозной нетерпимости. Роль Бобби исполнил Райан Келли, а роль его матери Мэри — Сигурни Уивер.

## История создания
В 1989 году Лерой Ааронс (англ. Leroy Aarons) прочитал в газете статью о самоубийстве 20-летнего молодого человека из пригорода Сан-Франциско. Лерой обратил внимание на мать погибшего парня Мэри Гриффит, которая пыталась излечить сына от гомосексуальности. Бобби Гриффит очень страдал из-за отсутствия поддержки со стороны семьи и осуждения церкви. В августе 1983 года он прыгнул с моста автомагистрали в Портленде (Орегон) под колеса грузовика и погиб. Его смерть сильно повлияла на Мэри и изменила её взгляды. Она, наконец, поняла, что именно религиозная вера не позволила ей принять гомосексуальность сына, и её фанатизм убил Бобби. Мэри говорила: 

«Весь мой разум был скован словом Евангелия, кроме него я ничего больше не слышала. И нет никакой разницы, случилось бы это вчера, или несколько лет спустя»
В истории Гриффит отражаются собственные переживания Ааронса, который более 25 лет выступал против открытых геев-журналистов и борцов за права ЛГБТ. После смерти Бобби, его мать становится активисткой известной в США организации PFLAG («Родители, семьи и друзья лесбиянок и геев»), которая оказывает психологическую помощь и поддержку родителям гомосексуалов. Подробное изучение Лероем Ааронсом трагедии семьи Гриффит привело к тому, что в 1996 году вышла его книга «Молитвы за Бобби: примирение матери с самоубийством её сына-гея» (англ. Prayers for Bobby: A Mother’s Coming to Terms With the Suicide of Her Gay Son). В неё вошли подлинные цитаты из подробного дневника Бобби. Мэри получила много благодарных отзывов о её деятельности. Молодые люди писали ей, что они покупают книги и дают их своим родителям, перед тем как рассказать им о своей гомосексуальности. 6 декабря 1995 года Мэри Гриффит выступила перед Конгрессом США. Она несколько лет возглавляла PFLAG, участвовала во многих ток-шоу, как правило, с двумя значками на груди: один с изображением Бобби, другой с девизом PFLAG: «Мы любим наших детей — геев и лесбиянок».
Чтобы «войти в роль», Уивер прочла все книги, которые ей посоветовала Мэри Гриффит от Библии до «Всё, что вы всегда хотели знать о сексе, но боялись спросить». Актриса посетила дом Гриффитов, пообщалась с семьёй в той самой гостиной, где всё произошло. Ей показали чердак с кроватью Бобби. Внуки Мэри в это время там смотрели телевизор.

## Сюжет
Мэри Гриффит — ревностная христианка, воспитывающая детей в соответствии с консервативным учением Пресвитерианской церкви. Жизнь её семьи изменяется после того, как её сын Бобби признаётся своему старшему брату, что является геем. Отец Бобби, его брат и сестры постепенно смиряются с его гомосексуальностью, но Мэри свято верит, что Бог сможет изменить и «излечить» его. Она приводит сына к психиатру и пытается убедить его в том, что он должен старательней молиться и искать утешение в церковной деятельности. Отчаянно нуждающийся в понимании матери, Бобби выполняет всё, что она от него требует. Но церковное осуждение порочной сексуальности делают его всё более подавленным.

Бобби, Роберт и Мэри Гриффиты

Испытывая чувство бесконечного одиночества, Бобби переезжает к своей двоюродной сестре в Портленд в надежде, что когда-нибудь мать его поймёт и примет. Здесь, в гей-баре, он знакомится с парнем по имени Дэвид, с которым у него начинаются романтические отношения. Но постепенно депрессия и ненависть по отношению к самому себе усиливается. Морально убитый мыслью, что он является не «совершенным» сыном своей матери, бросившей ему последние слова: «У меня не будет сына гея», парень спрыгивает с моста под 18-колёсный грузовик.
Его двоюродная сестра на поминках говорит Мэри, что Бобби был умным, порядочным и добрым молодым человеком, заслуживающим только похвалы. Мать же считает, что поездка в Портленд окончательно испортила сына. Она искренне не может понять, почему Бог позволил Бобби умереть как грешнику, закрыв ему дорогу в Царство Небесное.
Столкнувшись с этой трагедией, Мэри начинает задавать вопросы себе самой и своему истолкованию Священного Писания. Она не может смириться с мыслью, что сын умер в грехе. Со своими сомнениями Мэри обращается к пастору. Ей не дают покоя строки из Левита (главы 18:22 и 20:13), где сказано, что если мужчина возляжет с другим мужчиной — это мерзость, и за это их обоих ожидает смерть. Пастор объясняет ей, что мерзость в те времена означала не грех, а что-либо нечистое и замечает, что Левит также говорит, что употреблять в пищу моллюсков — такая же мерзость, и что мерзостью также называется смешивание тканей (переливание крови и трансплантация), а смерти достойны неверные супруги или дети, ослушавшиеся своих родителей, и девушку, в момент свадьбы оказавшуюся не девственницей, нужно в доме её отца забить камнями (Второзаконие, 22 глава). В процессе своего длинного и волнующего поиска Мэри медленно вливается в гей-сообщество и получает неожиданную поддержку со стороны столь ранее нелюбимых ею сексуальных меньшинств. Она знакомится с местным гей-священником, который убеждает её посетить встречу родителей и друзей лесбиянок и геев (PFLAG). Именно там Мэри осознает, что Бобби был другим с самого зачатия, и что Бог не исцелил его, потому что Бобби не от чего было исцелять.
Она становится защитником прав геев и, в итоге, произносит речь на собрании городского совета в поддержку местного «дня геев». Мэри призывает членов совета, прежде чем голосовать, хорошенько подумать и отказаться от гомофобных предрассудков. Мероприятие отвергнуто. Но она едет с семьей и с членами PFLAG в Сан-Франциско, чтобы принять участие в гей-прайде. Во время шествия Мэри замечает молодого человека, очень похожего на своего сына. Она обнимает его и даёт обет упорно трудиться, чтобы сделать лучше и безопаснее жизнь всех Бобби в этом мире.

## В ролях

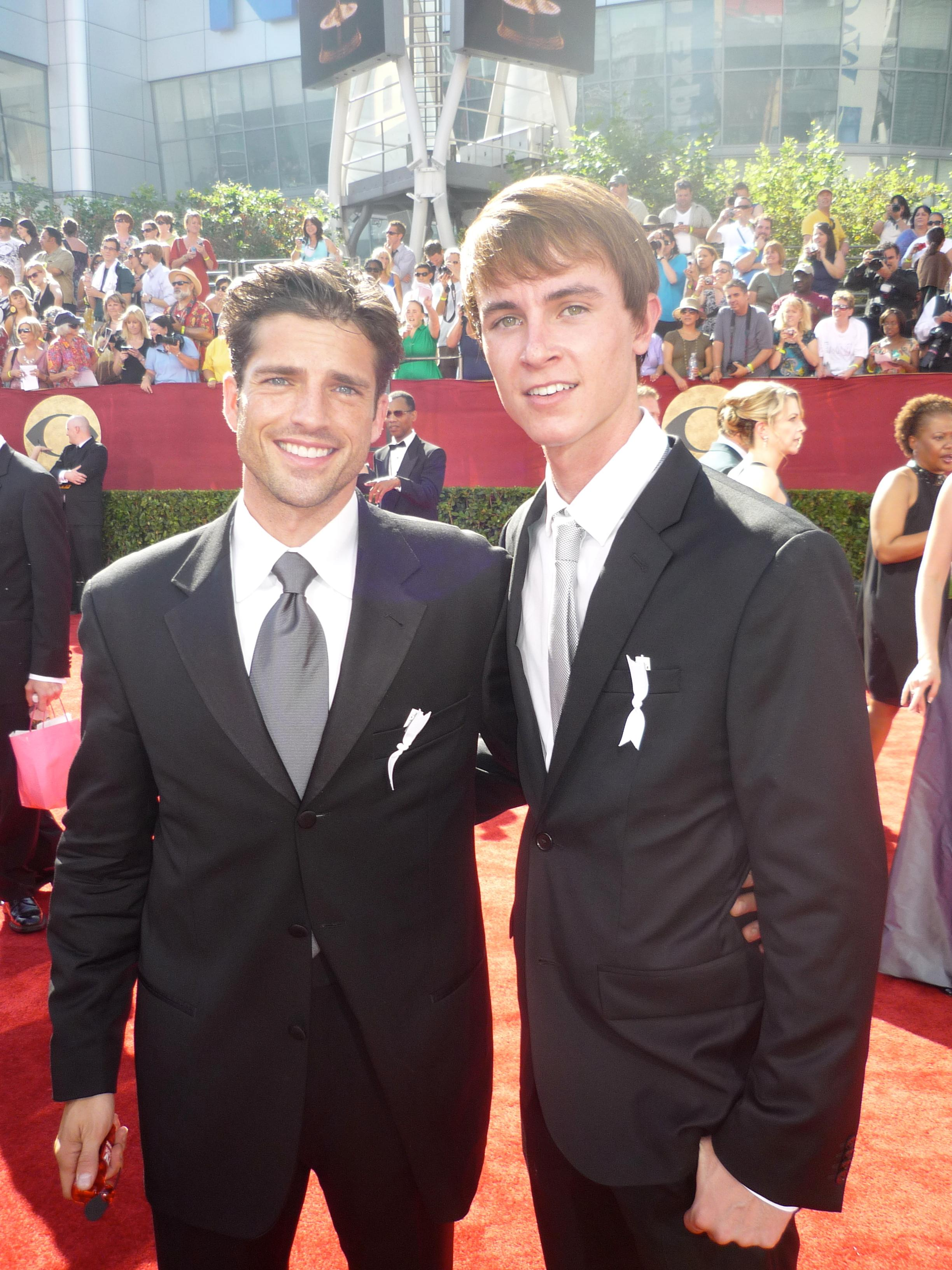
Райан Келли и Скотт Бэйли, «Эмми 2009»

| Актёр                | Роль                |
| -------------------- | ------------------- |
| Сигурни Уивер        | Мэри Гриффит        |
| Генри Черни          | Роберт Гриффит      |
| Райан Келли          | Бобби Гриффит       |
| Дэн Батлер           | преподобный Витселл |
| Остин Николс         | Эд Гриффит          |
| Карли Шредер         | Джои Гриффит        |
| Скотт Бэйли          | Дэвид               |
| Ребекка Луиза Миллер | Жанетт              |
| Крис Хендрикс        | Арди                |

## Саундтрек
В последней сцене картины звучит песня «Вот и я» (Here I Am) в исполнении Леоны Льюис. Другие саундтреки фильма: «Я хочу, чтоб ты услышала» (I Need You to Listen) в исполнении Марти Хогена и «Bullseye» Мегана Маккормика.

## Награды
Фильм номинировался на две прайм-тайм премии «Эмми» (лучший телефильм; лучшая женская роль в мини-сериале или телефильме — Сигурни Уивер). В этой же категории Сигурни Уивер в 2010 году также была номинирована на премию «Золотой глобус» и на премию Гильдии киноактёров США. В том же году фильм выиграл премию «ГЛААД», а продюсеры были номинированы на премию Гильдии продюсеров США. Фильм также получил приз зрительских симпатий на «ЛГБТ-кинофестивале в Сиэтле».